# وشقة (مقاطعة)
مقاطعة وشقة (بالإسبانية: Huesca، ويسكـا) هي مقاطعة إسبانية تقع في شمال شرق الدولة، تقع ضمن حدود منطقة أرغون.
عاصمتها هي مدينة وشقة، تنقسم المقاطعة إلى 202 بلدية.

## الجغرافيا
تقع مقاطعة وشقة في شمال شرق إسبانيا تحدها من الشمال فرنسا، ومن الجنوب مقاطعة سرقسطة، ومن الشرق مقاطعة لاردة، ومن الغرب مقاطعة نبرة.
تبلغ مساحة مقاطعة وشقة 15.626 كم².

## الديموغرافيا
يبلغ عدد سكان مقاطعة وشقة 228.361 نسمة عام 2011 (وفقاً للمعهد الوطني للإحصاء الإسباني).
فيما يلي قائمة أكبر البلديات من حيث عدد السكان (بتاريخ 1 يناير 2011):
1. وشقة 52.443 نسمة
2. منتشون 17.215 نسمة
3. بربشتر 17.085 نسمة
4. إفراغة 14.426 نسمة
5. خاكا 13.299 نسمة
6. سابينيانبغو 10.345 نسمة
7. بن أبر 9.482 نسمة
8. سارينيرا 4.402 نسمة
9. تاماريتي دي ليتيرا 3.711 نسمة
10. غراوس 3.697 نسمة